# I Cry
«I Cry» (с англ. — «Плачу») — песня американского хип-хоп исполнителя Флоу Райды. Трек был впервые выпущен 28 июня 2012 года в качестве четвёртого сингла с его четвёртого студийного альбома Wild Ones. В песне используется семпл «Cry (Just a Little)» голландской группы Bingo Players, который, в свою очередь, интерполирует текст из песни «Piano in the Dark» американской певицы Бренды Расселл. «I Cry» была спродюсирована французским продюсерским дуэтом soFLY & Nius и The Futuristics, а написана она была Флоу Райдой, The Futuristics, Скоттом Катлером, Кельвином Харрисом, Джеффри Халлом, Брендой Расселл и soFLY & Nius .
«I Cry» получила неоднозначные отзывы от музыкальных критиков, которые раскритиковали её лирическое содержание и продюсирование, и заявили, что она была бы лучше с сотрудничеством с Сией Ферлер, которая ранее сотрудничала с Флоу Райдой над песней «Wild Ones». Тем не менее, некоторые критики положительно отнеслись к её цепляющей и клубной природе. Песня получила коммерческий успех после своего выпуска, попав в десятку лучших во многих странах, включая Австралию, Австрию, Канаду, Данию, Финляндию, Францию, Германию, Новую Зеландию, Норвегию, Швейцарию, Великобританию и США. На сингл был выпущен видеоклип на YouTube. Эта песня является вторым треком на Now 45.

## Клип
Видеоклип на песню был выпущен 30 сентября 2012 года, режиссёром которого выступил Марк Класфельд. Видео включает в себя кадры того, как Флоу Райда посещает свой родной район в Кэрол-Сити, Флорида, чтобы рассказать историю своей борьбы за славу и богатство, плача при виде богатства города. Премьера видеоклипа состоялась на BET’s 106 & Park 11 октября 2012 года, когда Флоу Райда посетил шоу.

## Список композиций
- Digital download[1]

1. «I Cry» — 3:42

- CD single[2]

1. «I Cry»
2. «Whistle» (Jakob Lido remix)

## Хит-парады и сертификация

### Чарты недели
| Хит-парад (2012—2013)                  | Высшая строчка |
| -------------------------------------- | -------------- |
| Австралия (ARIA)                       | 3              |
| Австрия (Ö3 Austria Top 40)            | 6              |
| Бельгия/Фландрия (Ultratop 50)         | 8              |
| Бельгия/Валлония (Ultratop 50)         | 19             |
| Бразилия (Billboard Brasil Hot 100)    | 47             |
| Brasil Hot Pop Songs                   | 12             |
| Канада (Billboard Canadian Hot 100)    | 9              |
| Чехия (Rádio — Top 100)                | 7              |
| Дания (Tracklisten)                    | 8              |
| Финляндия (Suomen virallinen lista)    | 1              |
| Франция (SNEP)                         | 9              |
| Германия (GfK)                         | 10             |
| Венгрия (Rádiós Top 40)                | 10             |
| Венгрия (Single Top 40)                | 5              |
| Ирландия (IRMA)                        | 12             |
| Израиль (Media Forest)                 | 5              |
| Япония (Billboard Japan Hot 100)       | 85             |
| Ливия (OLT20)                          | 15             |
| Люксембург (Billboard)                 | 8              |
| Mexico Anglo (Monitor Latino)          | 15             |
| Нидерланды (Dutch Top 40)              | 34             |
| Нидерланды (Single Top 100)            | 40             |
| Новая Зеландия (Recorded Music NZ)     | 4              |
| Норвегия (VG-lista)                    | 1              |
| Румыния (Romanian Top 100)             | 8              |
| Задан неверный чарт Russiaradio        | 7              |
| Словакия (Rádio — Top 100)             | 6              |
| Испания (PROMUSICAE)                   | 32             |
| Швеция (Sverigetopplistan)             | 17             |
| Швейцария (Schweizer Hitparade)        | 9              |
| Великобритания (OCC UK Singles)        | 3              |
| Великобритания (OCC UK Hip Hop/R&B)    | 1              |
| США (Billboard Hot 100)                | 6              |
| США (Billboard Adult Pop Airplay)      | 37             |
| США (Billboard Dance Club Songs)       | 42             |
| США (Billboard Dance/Mix Show Airplay) | 7              |
| США (Billboard Hot Rap Songs)          | 1              |
| США (Billboard Latin Airplay)          | 27             |
| США (Billboard Pop Airplay)            | 4              |
| США (Billboard Rhythmic)               | 2              |
| Венесуэла (Record Report)              | 66             |

### Чарты конца года
| Хит-парад (2012)                      | Строчка |
| ------------------------------------- | ------- |
| Австралия (ARIA)                      | 29      |
| Бельгия (Ultratop 50 Flanders)        | 84      |
| Франция (SNEP)                        | 87      |
| Германия (Media Control AG)           | 76      |
| Венгрия (Rádiós Top 40)               | 85      |
| Швеция (Sverigetopplistan)            | 91      |
| UK Singles (Official Charts Company)  | 54      |
| Хит-парад (2013)                      | Строчка |
| Канада (Canadian Hot 100)             | 63      |
| Russia Airplay (TopHit)               | 85      |
| US Billboard Hot 100                  | 64      |
| US Dance/Mix Show Airplay (Billboard) | 36      |
| US Mainstream Top 40 (Billboard)      | 41      |
| US Rhythmic (Billboard)               | 26      |

### Сертификация
| Регион | Сертификация  | Продажи    |
| --- | ------------- | ---------- |
| Австралия (ARIA) | 3× Платиновый | 210 000^   |
| Канада (Music Canada) | 2× Платиновый | 160 000*   |
| Германия (BVMI) | Золотой       | 150 000^   |
| Мексика (AMPROFON) | Золотой       | 30 000*    |
| Новая Зеландия (RMNZ) | Платиновый    | 15 000*    |
| Швейцария (IFPI Switzerland) | Платиновый    | 30 000^    |
| Великобритания (BPI) | Платиновый    | 600 000    |
| США (RIAA) | 2× Платиновый | 2 000 000* |
| Стриминг |               |            |
| Дания (IFPI Danmark) | 2× Платиновый | 3 600 000  |
| * Данные о продажах приведены только на основе сертификации. · ^ Данные о тиражах приведены только на основе сертификации. · Данные о продажах + прослушиваниях приведены только на основе сертификации. · Данные только о прослушиваниях приведены на основе сертификации. |               |            |

## Даты выхода
| Страна     | Дата             | Формат                      | Лейбл                                  |
| ---------- | ---------------- | --------------------------- | -------------------------------------- |
| США        | 18 сентября 2012 | Contemporary hit radio      | Poe Boy Entertainment Atlantic Records |
| США        | 18 сентября 2012 | Rhythmic contemporary radio | Poe Boy Entertainment Atlantic Records |
| Нидерланды | 21 октября 2012  | Цифровая дистрибуция        | Poe Boy Entertainment Atlantic Records |
| Германия   | 2 ноября 2012    | CD                          | Poe Boy Entertainment Atlantic Records |